# Raport Buchanana
Raport Buchanana (ang. Buchanan Report, właśc. Traffic in Towns) – raport zespołu prof. sir Colina Buchanana o perspektywach rozwoju ruchu samochodowego, opublikowany w listopadzie 1963 roku, po trzech latach prac prowadzonych na zlecenie brytyjskiego ministra transportu Ernesta Marplesa.
Raport opublikowano, gdy w Wielkiej Brytanii użytkowano niecałe 7 mln samochodów, jednak na podstawie analizy oszacowano gwałtowny przyrost tej liczby. W raporcie pojawiły się postulaty tworzenia w miastach stref wyłączonych z ruchu kołowego, budowę parkingów podziemnych w wielkich miastach, opodatkowanie posiadania samochodu oraz limitowanie parkowania. Buchanan zwracał też uwagę na konieczność zapewnienia taniego transportu publicznego w centrach miast. Nietrafionym pomysłem było budowanie chodników na poziomie +1, powyżej ulic oraz lokali usługowych.
Buchanan nadmiernie pesymistycznie prognozował liczbę pojazdów w przyszłości. Według jego wyliczeń do 1980 r. po drogach Wielkiej Brytanii miało jeździć ponad 27 mln pojazdów, podczas gdy dopiero w 2000 r. osiągnięto poziom 28 mln pojazdów. Na 2010 r. Buchanan prognozował nasycenie rynku przy liczbie 40 mln pojazdów – od tego okresu faktycznie notowany jest trend spadku liczby pojazdów.